# Chondrosum eriopodum
Chondrosum eriopodum är en gräsart som beskrevs av John Torrey. Chondrosum eriopodum ingår i släktet Chondrosum och familjen gräs. Inga underarter finns listade i Catalogue of Life.

## Bildgalleri

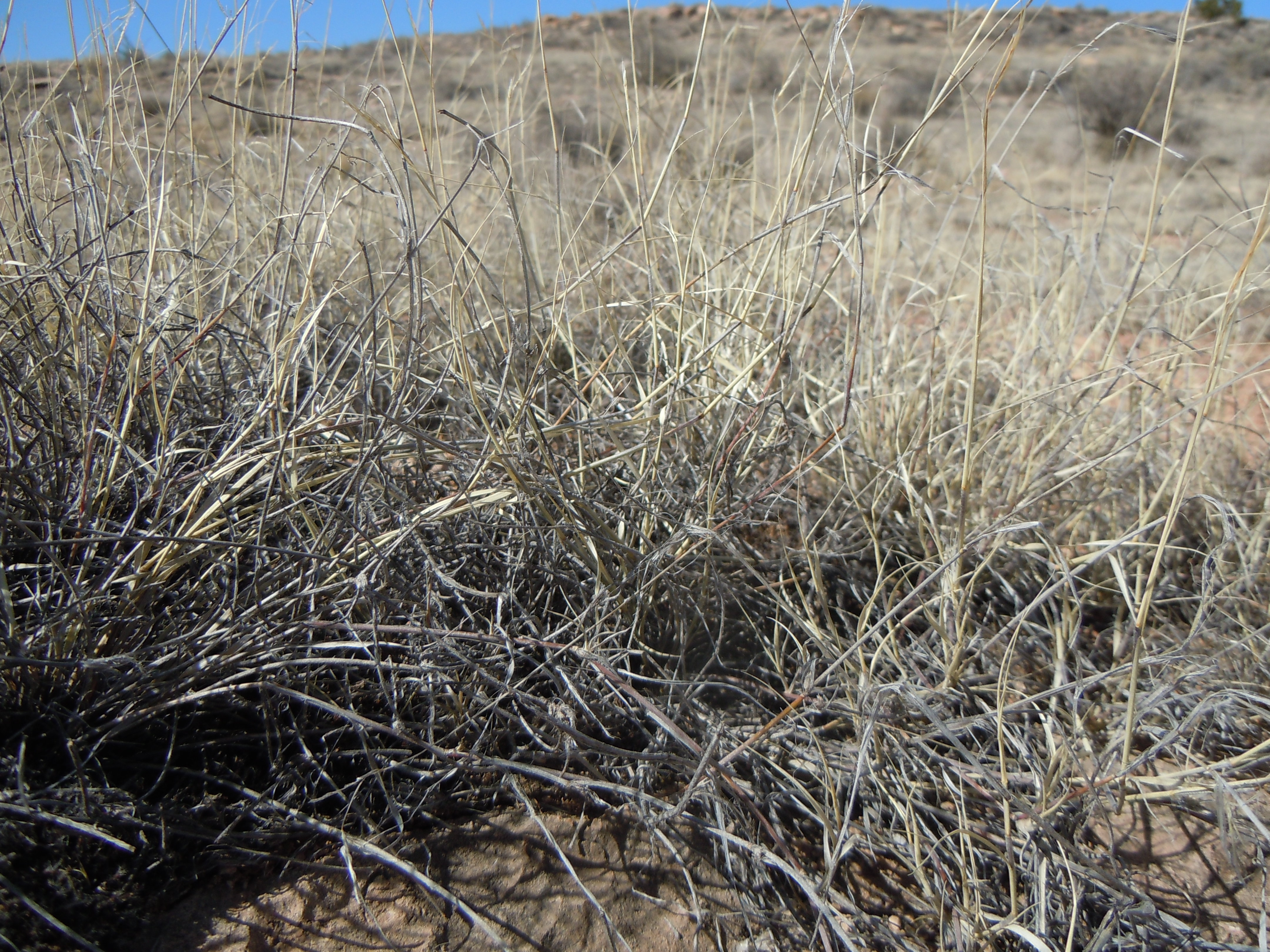